# Route nationale 83 (Inde)
Pour les articles homonymes, voir Route nationale 83.
La Route nationale 83 (en anglais : National Highway 83, sigle NH 83), une route nationale  en Inde qui commence à Coimbatore et se termine à Nagapattinam.

## Tracé
La NH83 traverse Coimbatore, Pollachi, Udumalpet , Palani, Oddanchatram, Dindigul, Tiruchirappalli, Thanjavur, Needamangalam, Thiruvarur et Nagapattinam dans l’État du Tamil Nadu.